# Dawid Buczacki
Dawid Buczacki herbu Abdank (zm. 1485) – wojewoda podolski w latach 1480–1485, podkomorzy halicki w latach 1474–1476, stolnik kamieniecki do 1473 roku, starosta (tenutariusz) kołomyjski w latach 1470–1484, starosta kamieniecki i podolski w latach 1482–1483.

## Życiorys
Był synem wojewody podolskiego Michała Mużyły i Katarzyny. Ożeniony z Beatą z Oporowa, córką Mikołaja, kasztelana brzeskiego, i siostrą wojewody łęczyckiego Andrzeja. Miał z nią trzech synów, starostów śniatyńskich i kołomyjskich (zmarłych po 1489 r.) Michała, Stanisława i Jana, i trzy córki: Katarzynę – żonę Piotra z Oleska, Annę – żonę Jana Sienieńskiego (kasztelana kamienieckiego) (1518–1519), i Beatę – żonę Andrzeja Prokopa Gozdzkiego. 
Został pochowany w farnym kościele w Buczaczu w 1485 r.